# Beirutski stadion
Beirutski stadion (ara. ملعب بيروت البلدي‎) je višenamjenski stadion koji se nalazi u libanonskoj prijestolnici Beirutu po kojem je i dobio ime. Dom je nogometnih klubova Al Ahed i Al-Ansar Club kojeg podupiru libanonska šijitska odnosno sunitska vjerska zajednica. Također, stadion koristi i libanonska reprezentacija za kvalifikacijske utakmice.
Tijekom rata u Libanonu 1982., izraelska vojska je izvršila opsadu i desetotjedno bombardiranje Beiruta zbog čega je teško oštećen i sam stadion. Razlog tome bio je što je palestinski PLO ondje skladištio oružje.

## Odigrane nogometne utakmice na stadionu
| 9. lipnja 2004. 18:30              |     |         | |
| Libanon                            | 3:0 | Maldivi | Beirutski stadion, Beirut Utakmica: azijske kvalifikacije za Svjetsko prvenstvo Gledatelja: ??? Sudac: Mahmoud Nurilddin Salman (Irak) |
| Zein 21' Antar 87' Nasseredine 90' |     |         | Beirutski stadion, Beirut Utakmica: azijske kvalifikacije za Svjetsko prvenstvo Gledatelja: ??? Sudac: Mahmoud Nurilddin Salman (Irak) |

| 13. listopada 2004. 16:00 |     |              | |
| Libanon                   | 1:1 | Južna Koreja | Beirutski stadion, Beirut Utakmica: azijske kvalifikacije za Svjetsko prvenstvo Gledatelja: ??? Sudac: Ravšan Irmatov (Uzbekistan) |
| Nasseredine 27'           |     | Choi 8'      | Beirutski stadion, Beirut Utakmica: azijske kvalifikacije za Svjetsko prvenstvo Gledatelja: ??? Sudac: Ravšan Irmatov (Uzbekistan) |

| 17. studenog 2004. 16:00 |     |          | |
| Libanon                  | 0:0 | Vijetnam | Beirutski stadion, Beirut Utakmica: azijske kvalifikacije za Svjetsko prvenstvo Gledatelja: ??? Sudac: Adbulhameed Ebrahim (Bahrein) |
|                          |     |          | Beirutski stadion, Beirut Utakmica: azijske kvalifikacije za Svjetsko prvenstvo Gledatelja: ??? Sudac: Adbulhameed Ebrahim (Bahrein) |

| 14. studenog 2009. 15:00 |     |               | |
| Libanon                  | 0:2 | Kina          | Beirutski stadion, Beirut Utakmica: kvalifikacije za Azijski kup Gledatelja: ??? Sudac: Ali Al Badwawi (UAE) |
|                          |     | Yu 44' Qu 72' | Beirutski stadion, Beirut Utakmica: kvalifikacije za Azijski kup Gledatelja: ??? Sudac: Ali Al Badwawi (UAE) |

| 6. siječnja 2010. 12:15 |     |          | |
| Libanon                 | 1:1 | Vijetnam | Beirutski stadion, Beirut Utakmica: kvalifikacije za Azijski kup Gledatelja: ??? Sudac: Valentin Kovalenko (Uzbekistan) |
| El Ali 19'              |     | Phạm 39' | Beirutski stadion, Beirut Utakmica: kvalifikacije za Azijski kup Gledatelja: ??? Sudac: Valentin Kovalenko (Uzbekistan) |

## Galerija slika
- Pogled na razrušeni Beirutski stadion tijekom 1982. gdje je PLO skladištio oružje.

## Vidjeti također
- Al Ahed
- Al-Ansar Club

## Vanjske poveznice
- Informacije o stadionu